# Lago Lancetes
El Lago Lancetes (en inglés: Lancetes Lake) es un pequeño lago cerca de la Ensenada Maiviken, en la parte norte de la Península Thatcher, ubicada en la isla San Pedro del archipiélago de las Georgias del Sur. El lago es rico en algas y musgos. El lago fue llamado así por la especie Lancetes clausii, y fue nombrado por el Comité de Topónimos Antárticos del Reino Unido en 1991.